# فرانتسيه بريشيرن
فرانتسيه بريشيرن (بالسلوفينية: France Prešeren ويشار إليه أحياناً بالاسم Franz Prescheren وهي الصيغة الألمانية لاسمه والتي كانت تستخدم سابقاً أثناء حكم النمسا لسلوفينيا) (عاش بين 3 ديسمبر 1800 - 8 فبراير 1849 م) شاعر من أبرز الشعراء السلوفينيين ذو صيت رفيع ليس فقط على مستوى قومه ولكن على صعيد الأدب الأوروبي كافة. يعتبر بريشيرن من أبرز الرومانسيين الأوروبيين.
ولد فرانتسيه بريشيرن في قرية فيربا في سلوفينيا لعائلة قروية. كانت والدته تأمل أن يصبح ابنها قسيساً لكنه لم يلتحق بالإكليروس أبداً. درس الفلسفة ثم القانون في الجامعة في فينا، وبعد تحصيله على شهادة الدكتوراه في القانون عين كمساعد في شركة محاماة في لايباخ (لوبلانا اليوم) عاصمة النمسا الريفية آنذاك. لكنه لم يتمكن من أن يصبح محامياً مستقلاً، وكان يكتب الشعر في وقت فراغه.
من أشهر أعمال بريشيرن قصيدة سونيتني فينيتس (Sonetni Venec)، والتي تعني إكليل من الأهازيج، التي كتبها بوحي من حبه غير السعيد ليوليا بريمِتس (Julija Primic) ومن موت أحد أصدقائه وهو الشاعر ماتيا تشوب (Matija Čop). نتيجة لهذه الظروف الحزينة فإن العديد من أبيات القصيدة جاء على شكل مزيج من عواطف الحزن والسعادة. كتبت كلمات قصيدة سونيتني فينيتس بشكل مميز حيث كان السطر الأخير من كل مقطع (سوناتا) يشكل السطر الأول في المقطع الذي يليه، مما جعل الأربعة عشر مقطعا التي تتكون منها القصيدة تتداخل كإكليل من القطع الشعرية الغنائية العاطفية. كذلك فإن الأسطر الأولى من المقاطع الأربعة عشر تكون مقطعا آخر وتشكل الأحرف الأولى من هذه الأسطر جملة "Primicovi Julji" والتي تعني إلى جوليا بريمِتس. ولبريشيرن قصيدة أخرى بعنوان Zdravljica اتخذ المقطع السابع منها نشيداً وطنياً لسلوفينيا منذ عام 1991 م. ترجمت أشعاره إلى عدة لغات كما كتب العديد منها بالألمانية.
عندما نشرت بعض أشعاره في الصحف لأول مرة كان ذلك باللغتين السلوفينية والألمانية مما يدل على عبقريته الشعرية.
توفي بريشيرن في 8 فبراير من عام 1849 م في مدينة كرانيي السلوفينية، وقد اتخذ هذا اليوم عيداً ثقافياً لسلوفينيا وهو ما يعرف بيوم بريشيرن. وكذلك فإن صورة بريشيرن تظهر على فئة الألف تولار السلوفيني، وله تمثال في ميدان بريشيرن في العاصمة لوبلانا يحدق باتجاه نحت لجوليا على حائط لمبنى مقابل.

## وصلات خارجية
- فرانتسيه بريشيرن على موقع الموسوعة البريطانية (الإنجليزية)
- فرانتسيه بريشيرن على موقع ميوزك برينز (الإنجليزية)

- (بالإنجليزية) (بالألمانية)

```
(بالسلوفينية)
 
Preseren.net
 معلومات شخصية عن بريشيرن ومعظم أشعاره باللغات السلوفينية والإنجليزية والألمانية.
```